# Assimi Goïta
Assimi Goïta, né le 9 novembre 1983 à Bamako, est un militaire et homme d'État malien.
Il est président du Comité national pour le salut du peuple (CNSP) du 19 août 2020 au 18 janvier 2021 et chef de l'État du Mali du 24 août au 25 septembre 2020, à la suite d'un coup d'État, puis vice-président de la Transition à partir du 25 septembre 2020. Étant demeuré l'homme fort du pays, il reprend officiellement la tête du Mali en mai 2021, à la suite d'un nouveau putsch, puis promu général d'armée le 16 octobre 2024.
Alors qu'une énième prolongation de la durée de la transition était censée expirer le 26 mars 2024, la junte organise en 2024 et 2025 des consultations auxquelles l'opposition n'est pas conviée, pour prolonger son mandat d'au moins cinq années supplémentaires et dissoudre les partis politiques. En mai 2025, alors que ceux-ci manifestent contre la mesure et appellent à la tenue d'élections d'ici la fin de l'année, la junte interdit leurs activités, puis procède à leur dissolution le 13 mai 2025.

## Biographie

### Origine et formation
Assimi Goïta est membre de l’ethnie des Miniankas, il est né le 9 novembre 1983 à Bamako,, fils d'un officier des forces armées maliennes, il est formé dans les académies militaires du Mali et fréquente notamment le prytanée militaire de Kati et l'école militaire interarmes de Koulikoro.

### Carrière militaire

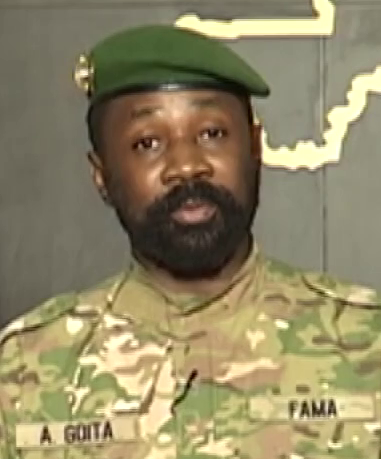
Goïta en 2021.

Il dirige les forces spéciales maliennes dans le centre du pays avec le grade de colonel. Il est ainsi confronté à l'insurrection djihadiste au Mali.

### Dirigeant du pays et dictature militaire

#### Premier coup d'État

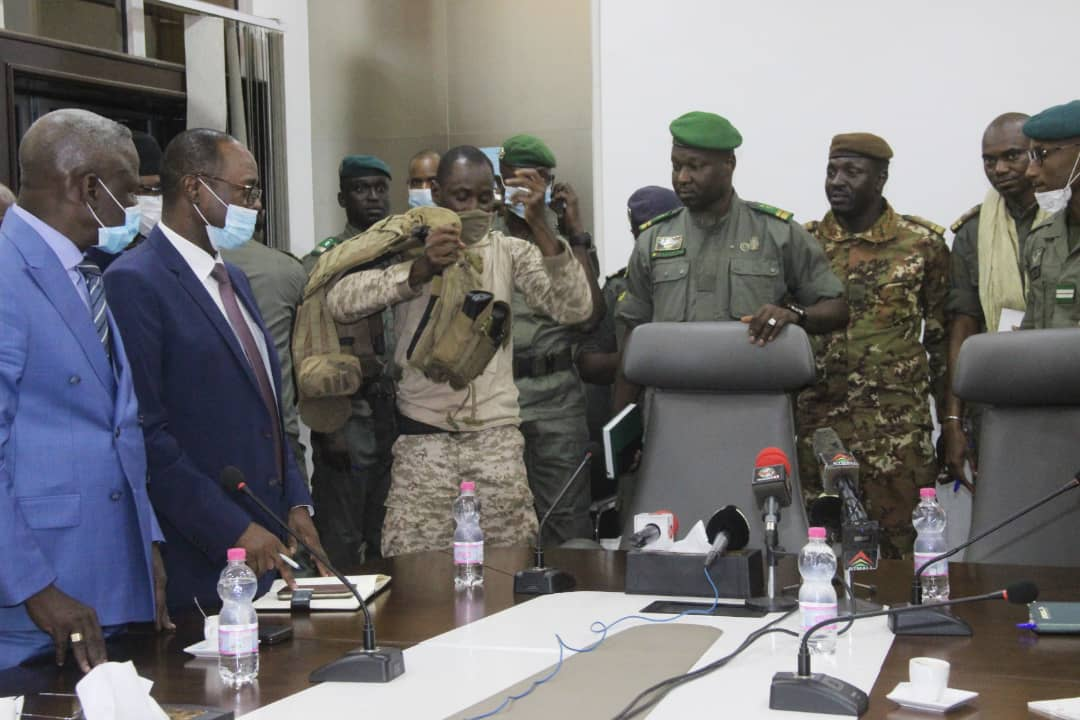
Le colonel Assimi Goïta (en treillis clair) le 19 août 2020.

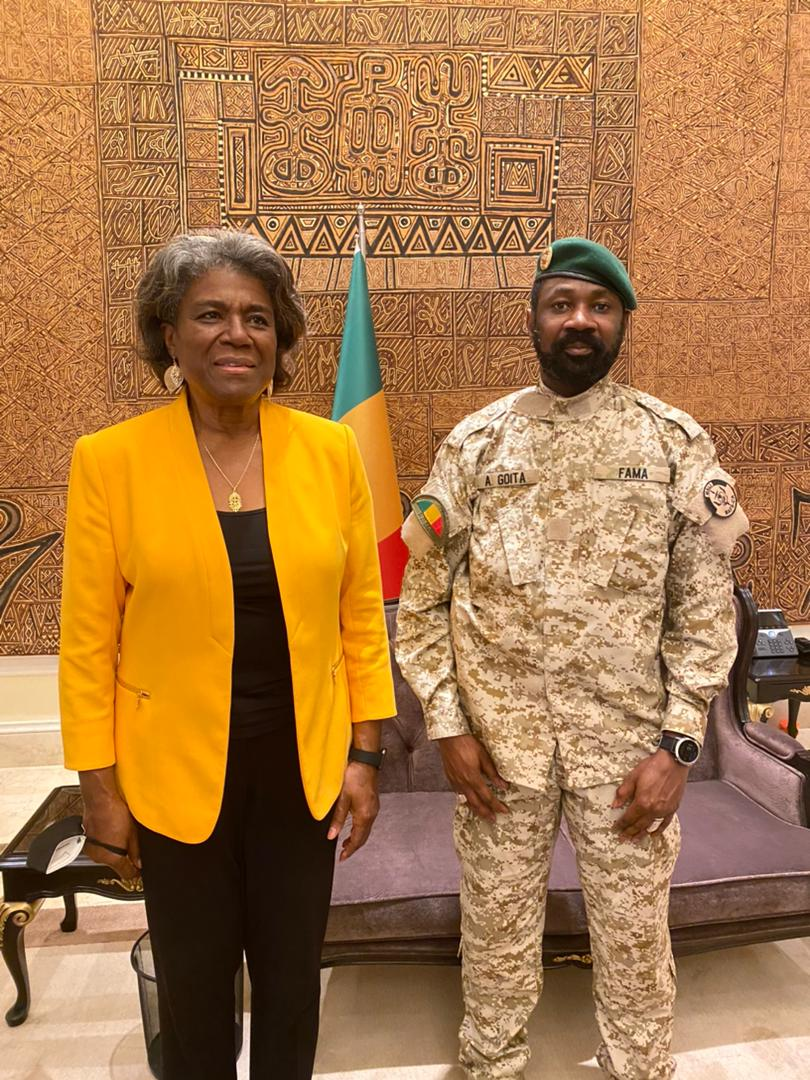
Linda Thomas-Greenfield avec le président malien en 2021.

Assimi Goïta est, avec Ismaël Wagué, Malick Diaw et Sadio Camara, Modibo Kone l’un des organisateurs du coup d'État de 2020 contre le président Ibrahim Boubacar Keïta. Le 19 août 2020, il est désigné président du Comité national pour le salut du peuple.
Le 24 août 2020, l'acte fondamental adopté par le CNSP fait de lui de facto le chef de l'État du Mali.
La communauté internationale refuse qu’il prenne la tête de la transition ou le droit de succéder au président de transition à désigner, même s'il quitte l'armée. Il est finalement désigné vice-président de la Transition le 21 septembre 2020. Le serment d'investiture a lieu le 25 septembre 2020,. Toutefois, c'est Assimi Goïta qui demeure l'homme fort et le dirigeant de facto du pays.

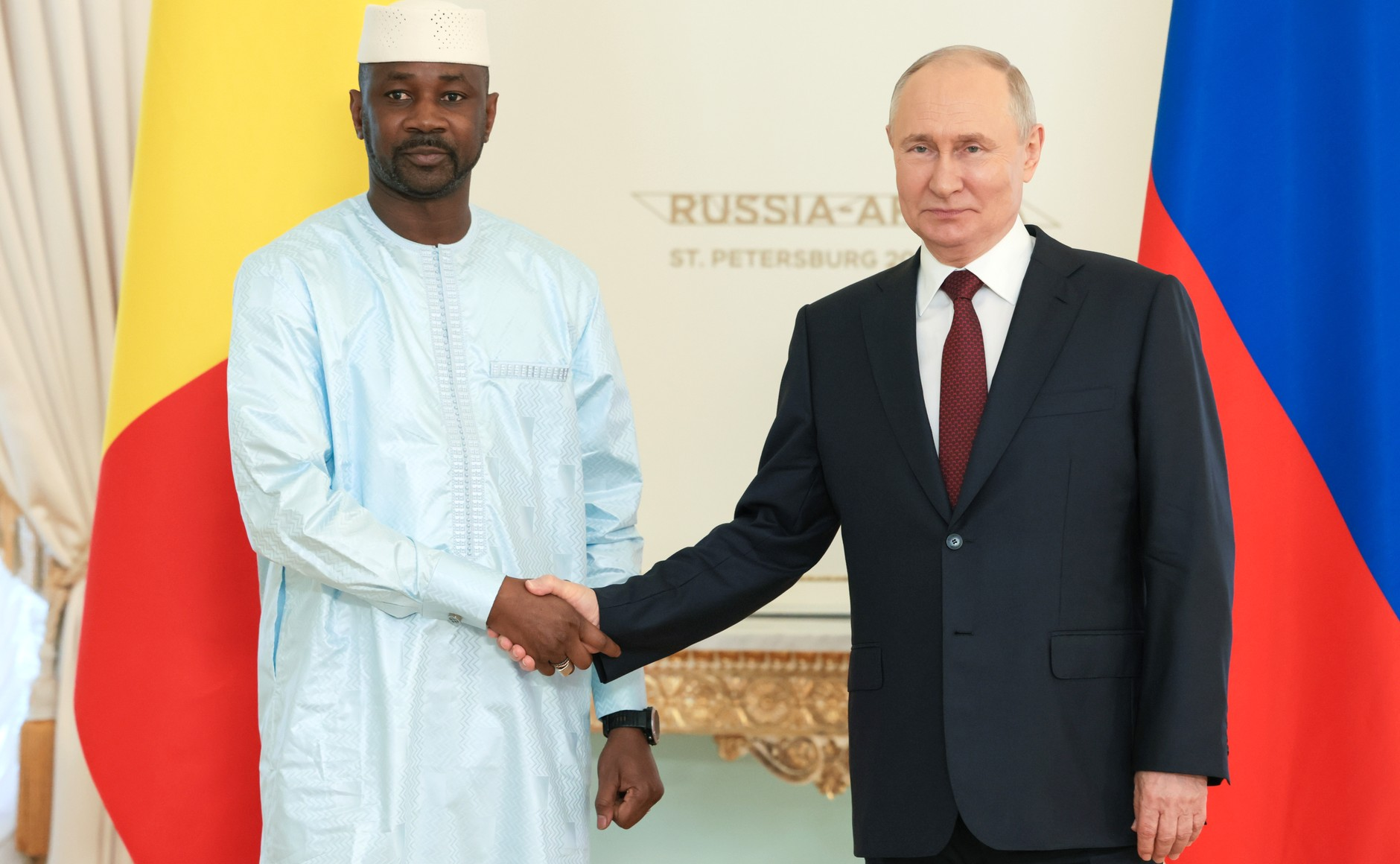
Goïta avec le président russe Vladimir Poutine en juillet 2023.

Admirateur de l'ancien président burkinabé Thomas Sankara, il rencontre [pourquoi ?] l'ancien président ghanéen Jerry Rawlings. Rappelons qu’ils étaient au Ghana dans le cadre du sommet de la CEDEAO à Peduase. Cette rencontre est consacrée à la mise sur les rails de la transition au Mali en 2020.

#### Deuxième coup d'État
Le 24 mai 2021, peu après l'annonce d’un second gouvernement conduit par Moctar Ouane se caractérisant par la mise à l'écart de deux membres de l'ex-CNSP (les colonels Koné et Camara), Bah N’Daw, le Premier ministre et le ministre de la Défense sont interpelés puis conduits sous escorte militaire à Kati,. Le lendemain, le colonel Assimi Goïta annonce avoir « démis de leurs prérogatives » le président et le Premier ministre, qu’il accuse de « sabotage » de la transition, leur reprochant d'avoir formé un nouveau gouvernement sans se concerter avec lui, alors que la charte de la transition lui confère un droit de regard sur le choix du ministre de la Défense et celui de la Sécurité, anciennement occupés par ses alliés Camara et Koné.
Avec ce coup d’État, et « jusqu'à nouvel ordre », Assimi Goïta devient président de la Transition par intérim,. Le 28 mai, constatant la vacance à la présidence, la Cour constitutionnelle le déclare président de la Transition par succession constitutionnelle jusqu'au terme de la période transitoire. Rapidement, il tend la main à l'Union nationale des travailleurs du Mali, qui organise des grèves.
Le 28 mai, il annonce que la fonction de Premier ministre reviendra à la coalition d'opposition Mouvement du 5 Juin – Rassemblement des forces patriotiques (M5-RFP). Celui-ci désigne son chef, Choguel Kokalla Maïga, pour prendre la tête du gouvernement, ce qui est effectif le 7 juin, après la prestation de serment de Goïta à la Cour suprême,.
En juillet 2021, deux personnes tentent de poignarder Assimi Goïta à la Grande Mosquée de Bamako, durant l'Aïd al-Adha, après la cérémonie et alors que l'imam se dirigeait vers la sortie du lieu de culte pour égorger le mouton. Le dirigeant n'est pas blessé.

#### Multiples prolongations du mandat de la junte
En décembre 2021, à l'issue des « Assises nationales pour la refondation », qui proposent de prolonger la transition de six mois à cinq ans pour mener des réformes politiques, Assimi Goïta annonce qu’il souhaite prolonger de cinq ans la transition. Il suggère ainsi de tenir le référendum constitutionnel en janvier 2024, les élections législatives et sénatoriales en novembre 2025 et une élection présidentielle en décembre 2026. Cette proposition est discutée lors du sommet extraordinaire de la CEDEAO du 9 janvier suivant. À l'issue de celui-ci, l'organisation, qui rejette également une proposition d'une transition de quatre ans, décide la fermeture des frontières avec le Mali, le rappel des ambassadeurs et un blocus économique.
Le 21 février 2022, la charte de la transition est effectivement amendée pour prolonger la durée de la transition pour une durée indéterminée maximale de cinq ans. Par ailleurs, Assimi Goïta est inéligible à la prochaine présidentielle, sauf s'il démissionne de ses fonctions. Enfin, le président du CNT devient le successeur constitutionnel du président de la Transition,,.
Le 21 août 2022, Assimi Goïta nomme Abdoulaye Maïga, Premier ministre par intérim pour remplacer Choguel Kokalla Maïga, hospitalisé depuis le 10 août 2022.
Une enquête d’opinion réalisée en 2023 par la fondation allemande Friedrich-Ebert-Stiftung indique qu'une très large majorité de citoyens maliens se déclarent satisfaits du régime de transition présidé par Assimi Goïta.
La période de transition, fixée par décret présidentiel, se termine le 26 mars 2024 sans que des élections ne soient organisées. Courant avril 2024, le Premier ministre Maïga annonce la tenue du scrutin après le dialogue inter-malien et la fin de la « stablisation » du pays. En parallèle, l'activité des partis est suspendue par la junte, qui interdit à l'ensemble des médias de couvrir leurs activités. Le 10 mai, le dialogue inter-malien propose de prolonger la transition de deux à cinq années supplémentaires, de réduire le nombre de partis politiques, qui ne bénéficieront plus de financement public, et appelle Goïta à se présenter à la prochaine présidentielle, proposant que ce dernier et quatre autres membres de la junte soient promus au grade de général. Ces décisions sont dénoncées par la plupart des partis politiques du parti, qui notent que la concertation a été organisée par la junte pour se maintenir au pouvoir, et que les participants n'ont pas été élus.
Le 16 octobre 2024, il devient effectivement général d'armée à « titre exceptionnel » sur décision du conseil de ministres du 16 octobre 2024. Avec 5 étoiles, il est le plus gradé du Mali.
En octobre également, le chef de la junte malienne, le Colonel Assimi Goïta, recevait une délégation parlementaire de la Turquie dans l’optique de diversifier ses partenariats économiques mais également sécuritaires, dans une région marquée par l’instabilité. Au cours des échanges, la Turquie avait également exprimé son soutien aux Forces armées maliennes (FAMA) dans leur lutte contre le terrorisme. En juillet dernier, le président turc, Recep Tayyip Erdogan, avait déjà assuré son soutien à son homologue malien lors d’un échange téléphonique,.
Le 20 novembre 2024, il limoge le Premier ministre Choguel Kokalla Maïga, qui a accusé la junte de ne pas le laisser gouverner et de refuser de fixer une date pour les élections, et dissout son gouvernement. Il nomme le lendemain le général Abdoulaye Maïga pour lui succéder,.
De nouvelles assises, boycottées par la majorité des partis politiques, ont lieu les 28 et 29 avril 2025. Elles proposent de nommer Assimi Goïta président de la République pour cinq ans, renouvelables, ainsi que de dissoudre les partis politiques. En réaction, des centaines de partisans de ces partis manifestent le 3 mai devant le palais de la culture pour s'opposer à la décision, réclamant la fin de la transition d'ici le 31 décembre 2025. Leur manifestation a été encadré par les forces de sécurité, qui ont par ailleurs dispersé une trentaine de partisans de la junte, qui ont tenté de perturber son déroulement. Un deuxième rassemblement, prévu à la maison de la presse, a été empêché par des personnes envoyées par la junte. Alors qu'une manifestation était prévue le 9 mai, la junte a suspendu les activités des partis le 7 mai.
Le 12 mai, le Conseil national de la transition vote l'abrogation de la charte des partis, décision promulguée le lendemain 13 mai par Goïta, qui dissout le jour même ces partis à l'issue d'un conseil des ministres, et leur interdit de se réunir. Cette mesure est accompagnée par la suspension de la diffusion de TV5 Monde.
La prolongation pour cinq ans de son mandat est adoptée le 11 juin en conseil des ministres. La révision de la charte, permettant par ailleurs à Goïta de se présenter à la prochaine présidentielle, est adoptée par le Conseil national de la transition le 3 juillet, puis promulguée le 8 juillet. Son mandat est renouvelable sans limite de durée et sans élection.